# Hyporthodus ergastularius
Hyporthodus ergastularius är en fiskart som först beskrevs av Whitley, 1930.  Hyporthodus ergastularius ingår i släktet Hyporthodus och familjen havsabborrfiskar. IUCN kategoriserar arten globalt som livskraftig. Inga underarter finns listade i Catalogue of Life.